# Barford (Warwickshire)
Barford – wieś w Anglii, w hrabstwie Warwickshire. Leży 5 km na południe od miasta Warwick i 131 km na północny zachód od Londynu.